# Rajd Świdnicki 2024
52. Rajd Świdnicki – 52. edycja Rajdu Świdnickiego. To rajd samochodowy, który został rozegrany w dniach 26–28 kwietnia 2024 roku. Bazą rajdu było miasto Świdnica. Była to pierwsza runda rajdowych samochodowych mistrzostw Polski w roku 2024.

## Lista zgłoszeń
Poniższa lista spośród 46 zgłoszonych zawodników obejmuje tylko zawodników startujących w najwyższej klasie 2, samochodami grupy Rally 2.
| Nr | Kierowca            | Pilot               | Samochód               | Klasa    |
| -- | ------------------- | ------------------- | ---------------------- | -------- |
| 1  | Grzegorz Grzyb      | Adam Binięda        | Škoda Fabia Rally2 evo | 2 Poland |
| 2  | Łukasz Byśkiniewicz | Daniel Siatkowski   | Škoda Fabia Rally2 evo | 2 Poland |
| 3  | Jarosław Kołtun     | Ireneusz Pleskot    | Ford Fiesta Rally2     | 2 Poland |
| 4  | Jarosław Szeja      | Marcin Szeja        | Škoda Fabia Rally2 evo | 2        |
| 5  | Mikołaj Marczyk     | Szymon Gospodarczyk | Škoda Fabia RS Rally2  | 2 Poland |
| 6  | Jakub Matulka       | Daniel Dymurski     | Škoda Fabia Rally2 evo | 2 Poland |
| 7  | Łukasz Kotarba      | Tomasz Kotarba      | Citroën C3 Rally2      | 2 Poland |
| 8  | Piotr Krotoszyński  | Mateusz Martynek    | Škoda Fabia R5         | 2 Poland |
| 9  | Michał Tochowicz    | Piotr Białowąs      | Citroën C3 Rally2      | 2        |
| 10 | Jakub Ulanowski     | Rafał Fiołek        | Hyundai i20 R5         | 2        |
| 11 | Adam Sroka          | Damian Syty         | Škoda Fabia Rally2 evo | 2        |
| 12 | Zbigniew Gabryś     | Adrian Sadowski     | Škoda Fabia RS Rally2  | 2 Poland |
| 14 | Marek Temple        | Paweł Daniec        | Citroën DS3 R5         | 2        |

## Zwycięzcy odcinków specjalnych[2]
| Dzień       | Numer odcinka | Nazwa odcinka                              | Długość  | Zwycięzca odcinka | Samochód               | Czas   | Lider rajdu     |
| ----------- | ------------- | ------------------------------------------ | -------- | ----------------- | ---------------------- | ------ | --------------- |
| 27 kwietnia | OS1           | Świdnica 1 – Fundusz Regionu Wałbrzyskiego | 3.10 km  | Mikołaj Marczyk   | Škoda Fabia RS Rally2  | 2:08.2 | Mikołaj Marczyk |
| 27 kwietnia | OS2           | Olszyniec - Zagórze Śląskie                | 11.10 km | Grzegorz Grzyb    | Škoda Fabia Rally2 evo | 6:23.3 | Grzegorz Grzyb  |
| 27 kwietnia | OS3           | Miłków - Kamionki                          | 12.90 km | Grzegorz Grzyb    | Škoda Fabia Rally2 evo | 6:27.8 | Grzegorz Grzyb  |
| 27 kwietnia | OS4           | Świdnica 2 – Fundusz Regionu Wałbrzyskiego | 3.10 km  | Mikołaj Marczyk   | Škoda Fabia RS Rally2  | 2:06.8 | Grzegorz Grzyb  |
| 28 kwietnia | OS5           | Bystrzyca - Zagórze Śląskie 1              | 18.00 km | Mikołaj Marczyk   | Škoda Fabia RS Rally2  | 9:23.3 | Grzegorz Grzyb  |
| 28 kwietnia | OS6           | Michałkowa - Rościszów 1                   | 15.20 km | Jarosław Szeja    | Škoda Fabia Rally2 evo | 8:06.6 | Grzegorz Grzyb  |
| 28 kwietnia | OS7           | Kamionki - Miłków 1                        | 13.10 km | Jakub Matulka     | Škoda Fabia Rally2 evo | 6:36.4 | Grzegorz Grzyb  |
| 28 kwietnia | OS8           | Bystrzyca - Zagórze Śląskie 2              | 18.00 km | Mikołaj Marczyk   | Škoda Fabia RS Rally2  | 9:17.2 | Grzegorz Grzyb  |
| 28 kwietnia | OS9           | Michałkowa - Rościszów 2                   | 15.20 km | Mikołaj Marczyk   | Škoda Fabia RS Rally2  | 8:05.2 | Grzegorz Grzyb  |
| 28 kwietnia | OS10          | Kamionki - Miłków 2                        | 13.10 km | Mikołaj Marczyk   | Škoda Fabia RS Rally2  | 6:32.1 | Grzegorz Grzyb  |
| 28 kwietnia | OS11          | Bystrzyca - Zagórze Śląskie 3              | 18.00 km | Mikołaj Marczyk   | Škoda Fabia RS Rally2  | 9:10.9 | Grzegorz Grzyb  |
| 28 kwietnia | OS12          | Michałkowa - Rościszów 3                   | 15.20 km | Mikołaj Marczyk   | Škoda Fabia RS Rally2  | 7:59.2 | Grzegorz Grzyb  |
| 28 kwietnia | OS13          | Kamionki - Miłków 3[Power Stage]           | 13.10 km | Mikołaj Marczyk   | Škoda Fabia RS Rally2  | 6:28.1 | Mikołaj Marczyk |

## Wyniki końcowe rajdu
W klasyfikacji RSMP dodatkowe punkty przyznawane są za odcinek Power Stage.
| Miejsce                | Kierowca               | Pilot                  | Samochód                | Czas                   | Strata                 | Grupa Klasa            | Punkty                 |
| Klasyfikacja generalna | Klasyfikacja generalna | Klasyfikacja generalna | Klasyfikacja generalna  | Klasyfikacja generalna | Klasyfikacja generalna | Klasyfikacja generalna | Klasyfikacja generalna |
| ---------------------- | ---------------------- | ---------------------- | ----------------------- | ---------------------- | ---------------------- | ---------------------- | ---------------------- |
| 1                      | Mikołaj Marczyk        | Szymon Gospodarczyk    | Škoda Fabia RS Rally2   | 1:29:11.4              | –                      | 2                      |                        |
| 2                      | Grzegorz Grzyb         | Adam Binięda           | Škoda Fabia Rally2 evo  | 1:29:16.3              | +4.9                   | 2                      |                        |
| 3                      | Jakub Matulka          | Daniel Dymurski        | Škoda Fabia Rally2 evo  | 1:29:49.2              | +37.8                  | 2                      |                        |
| 4                      | Jarosław Szeja         | Marcin Szeja           | Škoda Fabia Rally2 evo  | 1:29:55.7              | +44.3                  | 2                      |                        |
| 5                      | Łukasz Byśkiniewicz    | Daniel Siatkowski      | Škoda Fabia Rally2 evo  | 1:30:25.2              | +1:13.8                | 2                      |                        |
| 6                      | Zbigniew Gabryś        | Adrian Sadowski        | Škoda Fabia RS Rally2   | 1:30:57.3              | +1:45.9                | 2                      |                        |
| 7                      | Jacek Sobczak          | Michał Marczewski      | Porsche 997 GT3 Cup 3.6 | 1:32:25.5              | +3:14.1                | NAT3                   |                        |
| 8                      | Łukasz Kotarba         | Tomasz Kotarba         | Citroën C3 Rally2       | 1:34:09.0              | +4:57.6                | 2                      |                        |
| 9                      | Piotr Krotoszyński     | Mateusz Martynek       | Škoda Fabia Rally2 evo  | 1:34:31.0              | +5:19.6                | 2                      |                        |
| 10                     | Hubert Kowalczyk       | Jarosław Hryniuk       | Renault Clio Rally3     | 1:34:42.5              | +5:31.1                | 3                      |                        |
| 11                     | Michał Tochowicz       | Piotr Białowąs         | Citroën C3 Rally2       | 1:34:50.7              | +5:39.3                | 2                      |                        |
| 12                     | Hubert Laskowski       | Michał Kuśnierz        | Ford Fiesta Rally4      | 1:35:41.8              | +6:30.4                | 4                      |                        |
| 13                     | Michał Chorbiński      | Adam Chrzanowski       | Peugeot 208 Rally4      | 1:35:56.6              | +6:45.2                | 4                      |                        |
| 14                     | Artur Długosz          | Kamil Kozdroń          | Ford Fiesta Rally3      | 1:37:55.0              | +8:43.6                | 3                      |                        |
| 15                     | Patryk Grodzki         | Jacek Spentany         | Peugeot 208 Rally4      | 1:38:36.0              | +9:24.6                | 4                      |                        |
| Klasyfikacja RSMP      |                        |                        |                         |                        |                        |                        |                        |
| 1                      | Mikołaj Marczyk        | Szymon Gospodarczyk    | Škoda Fabia RS Rally2   | 1:29:11.4              | –                      | 2                      | 30+5                   |
| 2                      | Grzegorz Grzyb         | Adam Binięda           | Škoda Fabia Rally2 evo  | 1:29:16.3              | +4.9                   | 2                      | 24+3                   |
| 3                      | Jakub Matulka          | Daniel Dymurski        | Škoda Fabia Rally2 evo  | 1:29:49.2              | +37.8                  | 2                      | 21+2                   |
| 4                      | Jarosław Szeja         | Marcin Szeja           | Škoda Fabia Rally2 evo  | 1:29:55.7              | +44.3                  | 2                      | 19+4                   |
| 5                      | Łukasz Byśkiniewicz    | Daniel Siatkowski      | Škoda Fabia Rally2 evo  | 1:30:25.2              | +1:13.8                | 2                      | 17                     |
| 6                      | Zbigniew Gabryś        | Adrian Sadowski        | Škoda Fabia RS Rally2   | 1:30:57.3              | +1:45.9                | 2                      | 15+1                   |
| 7                      | Jacek Sobczak          | Michał Marczewski      | Porsche 997 GT3 Cup 3.6 | 1:32:25.5              | +3:14.1                | NAT3                   | 13                     |
| 8                      | Łukasz Kotarba         | Tomasz Kotarba         | Citroën C3 Rally2       | 1:34:09.0              | +4:57.6                | 2                      | 11                     |
| 9                      | Piotr Krotoszyński     | Mateusz Martynek       | Škoda Fabia Rally2 evo  | 1:34:31.0              | +5:19.6                | 2                      | 9                      |
| 10                     | Hubert Kowalczyk       | Jarosław Hryniuk       | Renault Clio Rally3     | 1:34:42.5              | +5:31.1                | 3                      | 7                      |
| 11                     | Michał Tochowicz       | Piotr Białowąs         | Citroën C3 Rally2       | 1:34:50.7              | +5:39.3                | 2                      | 5                      |
| 12                     | Hubert Laskowski       | Michał Kuśnierz        | Ford Fiesta Rally4      | 1:35:41.8              | +6:30.4                | 4                      | 4                      |
| 13                     | Michał Chorbiński      | Adam Chrzanowski       | Peugeot 208 Rally4      | 1:35:56.6              | +6:45.2                | 4                      | 3                      |
| 14                     | Patryk Grodzki         | Jacek Spentany         | Peugeot 208 Rally4      | 1:38:36.0              | +9:24.6                | 4                      | 2                      |
| 15                     | Błażej Gazda           | Maciej Mikuliszyn      | Renault Clio Rally4     | 1:40:17.2              | +11:05.8               | 4                      | 1                      |

## Klasyfikacja kierowców RSMP 2024 po 1. rundzie
Punkty otrzymuje 15 pierwszych zawodników, którzy ukończą rajd według klucza:
| Miejsce | 1  | 2  | 3  | 4  | 5  | 6  | 7  | 8  | 9 | 10 | 11 | 12 | 13 | 14 | 15 |
| Punkty  | 30 | 24 | 21 | 19 | 17 | 15 | 13 | 11 | 9 | 7  | 5  | 4  | 3  | 2  | 1  |

Dodatkowe punkty zawodnicy zdobywają za ostatni odcinek specjalny zwany Power Stage, punktowany: za zwycięstwo – 5, drugie miejsce – 4, trzecie – 3, czwarte – 2 i piąte – 1 punkt.
| Miejsce | 1 | 2 | 3 | 4 | 5 |
| Punkty  | 5 | 4 | 3 | 2 | 1 |

W tabeli uwzględniono miejsce, które zajął zawodnik w poszczególnym rajdzie, a w indeksie górnym umieszczono miejsce zajęte na ostatnim, dodatkowo punktowanym odcinku specjalnym tzw. Power Stage.
| Poz. | Kierowca            | Świdnicki | Nadwiślański | Małopolski | Koszyc | Rzeszowski | Wisły | Śląska | Suma punktów |
| ---- | ------------------- | --------- | ------------ | ---------- | ------ | ---------- | ----- | ------ | ------------ |
| 1    | Mikołaj Marczyk     | 1         |              |            |        |            |       |        | 35           |
| 2    | Grzegorz Grzyb      | 23        |              |            |        |            |       |        | 27           |
| 3    | Jakub Matulka       | 34        |              |            |        |            |       |        | 23           |
| 4    | Jarosław Szeja      | 42        |              |            |        |            |       |        | 23           |
| 5    | Łukasz Byśkiniewicz | 5         |              |            |        |            |       |        | 17           |
| 6    | Zbigniew Gabryś     | 65        |              |            |        |            |       |        | 16           |
| 7    | Jacek Sobczak       | 7         |              |            |        |            |       |        | 13           |
| 8    | Łukasz Kotarba      | 8         |              |            |        |            |       |        | 11           |
| 9    | Piotr Krotoszyński  | 9         |              |            |        |            |       |        | 9            |
| 10   | Hubert Kowalczyk    | 10        |              |            |        |            |       |        | 7            |
| 11   | Michał Tochowicz    | 11        |              |            |        |            |       |        | 5            |
| 12   | Hubert Laskowski    | 12        |              |            |        |            |       |        | 4            |
| 13   | Michał Chorbiński   | 13        |              |            |        |            |       |        | 3            |
| 14   | Patryk Grodzki      | 14        |              |            |        |            |       |        | 2            |
| 15   | Błażej Gazda        | 15        |              |            |        |            |       |        | 1            |
| Poz. | Kierowca            | Świdnicki | Nadwiślański | Małopolski | Koszyc | Rzeszowski | Wisły | Śląska | Suma punktów |